# جولة الغر (دير الزور)
جولة الغر قرية سورية تتبع ناحية مركز دير الزور في منطقة مركز دير الزور في محافظة دير الزور. بلغ عدد سكانها 575 نسمة في عام 2004 حسب إحصاء المكتب المركزي للإحصاء.